# Trasna
Trasna (ryska: Трасна) är ett vattendrag i Belarus.   Det ligger i voblasten Mahiljoŭs voblast, i den östra delen av landet, 190 km öster om huvudstaden Minsk.
Omgivningarna runt Trasna är en mosaik av jordbruksmark och naturlig växtlighet. Runt Trasna är det glesbefolkat, med 17 invånare per kvadratkilometer.